# 홍성 홍주의사총
홍성 홍주의사총(洪城 洪州義士塚)은 충청남도 홍성군 홍성읍에 있는 대한제국 시대의 무덤이다. 한말 홍성군 지역에서 있었던 의병활동 가운데 1906년 홍주성 전투에서 순절한 병오 항일의병들의 유해를 모신 묘소이다. 2001년 8월 17일 대한민국의 사적 제431호로 지정되었다. 종전 명칭은 '홍성 의사총'이었으나, 2012년 12월 12일 국립고궁박물관에서 개최된 제12차 사적분과위원회에서 '홍성 홍주의사총'으로 명칭이 변경되었다.

## 개요
한말 홍성군 지역에서 있었던 의병활동 가운데 홍주성 전투에서 희생된 수백 의병들의 유해를 모신 묘소이다.
1905년 일본과의 을사조약이 체결되자 각지에서 의병활동이 일어났는데, 충청남도 홍성지방에서는 이조참판 민종식을 중심으로 활발한 활동이 전개되었다. 1906년 고종 황제의 명을 받아 의병을 모아 남포와 보령에 있는 일본군을 습격하여 병기를 탈취하였으며, 3월 20일에는 홍주성을 함락시켰다. 그러나 일본군의 대포 공격이 본격화되면서 의병 수백명이 전사하여 시체가 홍주천변과 남산 일대에 흩어져 방치되었다가 1949년에 항일의병의 유골임이 밝혀져 이곳에 모셔졌다. 홍주의병의 핵심적 연구자료인 <홍양일기>. <홍양기사>, <조선최근사> 등의 자료를 종합해 볼 때, 홍주성 전투에서 희생된 의병 전사자는 최소한 98인, 많게는 수백이라는 기록이 확인되었다.
묘는 봉분 아랫부분에 둘레석을 둘렀고, 묘의 오른쪽에는 정인보가 짓고 심상직이 쓴 묘비가 있으며, 좌우에는 망주석 1쌍이 세워져 있다. 사당인 창의사(彰義祠)에 900의사의 위패를 봉안하고 있어 구백의총이라 했던 것을 1992년 홍주의사총으로 이름을 바꾸었다. 매년 5월 30일 순국의사 추모제를 올리고 있으며, 을미의병으로부터 연면히 계승되어 온 한말 홍주의병의 호국정신을 기리는 중요한 유적이다.

## 같이 보기
- 홍주읍성
- 홍주성 전투

## 참고 자료
- 홍성 홍주의사총 - 국가유산청 국가유산포털